# Jiří Petr (rektor)
Jiří Petr (13. května 1931 Hradec Králové – 12. listopadu 2014 Praha) byl český agrovědec a vysokoškolský učitel, v letech 1990 až 1994 první polistopadový rektor České zemědělské univerzity.

## Život
Narodil se v dubnu 1931 v Hradci Králové do rodiny mlynáře. Ve městě navštěvoval základní školu, maturitu získal na reálném gymnáziu v Broumově. V roce 1949 začal studovat na ČVUT v Praze, kde studoval její fytochemický obor. V roce 1952 se stal v souvislosti se vznikem České zemědělské univerzity v Praze jejím studentem. V roce 1953 studium úspěšně dokončil a v roce 1953 na ČZU začal pracovat jako učitel. V letech 1953 až 1956 působil jako vědecký aspirant, v letech 1956 až 1966 jako odborný asistent. V roce 1958 se stal kandidátem zemědělských věd a v roce 1966 se habilitoval, a to v oboru speciální produkce rostlinná.
V roce 1989 byl Petr jmenován doktorem věd a byl jmenován profesorem. Po sametové revoluci se v roce 1990 stal prvním polistopadovým rektorem České zemědělské univerzity. Ve funkci rektora poté působil do roku 1994. Z odborného hlediska se zaměřoval zejména na oblast zemědělství a rostlinné výroby, specialista byl mj. v oblasti obilnářství.
Zemřel v listopadu 2014 v Praze. Poslední rozloučení proběhlo ve Strašnicích.